# Eins, Zwei, Polizei
Eins, Zwei, Polizei (анг. One, Two, Police) — пісня 1994 року, записана італійським танцювальним актором Mo-Do. Була випущена як перший сингл з їхнього альбому 1995 року — Was Ist Das?, натхненна творами "Der Komissar " Фалько та " Da Da Da " Тріо. Композиція була створена спільною роботою продюсерів Клаудіо Зеннаро та Фульвіо Зафретом і здобула великий успіх у багатьох європейських країнах. "Eins, Zwei, Polizei" вийшла на перше місце в Австрії, Німеччині та Італії. Її кілька разів реміксували та перевидавали. У 1995 році його реміксував DJ XTC з Чилі. У 2000 році вона була перевидана в реміксі Мауріціо Феррари, а в 2008 — реміксами німецького ді-джея Blutonium Boy та Floorfilla. В 2019 році пісню переробив голландсько-турецький ді-джей Уммет Озджан.

## Позиції в чартах
"Eins, Zwei, Polizei" була дуже успішною у хіт-парадах Європи, залишаючись найбільшим хітом виконавця на теперішній день. Пісня отримала перші місця в Австрії, Німеччині та Італії, а в Бельгії, Данії та Нідерландах була хітом номер 2. Крім того, синглу вдалося піднятися до Топ-10 також у Фінляндії, Франції, Іспанії, Швеції та Швейцарії, а також на Eurochart Hot 100, де вона потрапила у номер 4. У Сполученому Королівстві пісня "Eins, Zwei, Polizei" посіла 81-го місце за перший тиждень у Великій Британії, 9 жовтня 1994 р.  У Шотландії вона досягла 76-го місця. Сингл побив золотий рекорд в Австрії та Німеччині, здійснивши продажі в 25 000 і 250 000 одиниць.

## Музичне відео
Музичне відео для «Eins, Zwei, Polizei» було зняте режисером Джузеппе Кепотонді та завантажене на YouTube у травні 2015 року. Станом на серпень 2020 року відео набрало понад 33 мільйони переглядів. .
Музичне відео було завантажене на YouTube у травні 2015 року. Станом на серпень 2020 року відео набрало понад 33 мільйони переглядів. 

## Список композицій
| CD сингл 1. "Eins, Zwei, Polizei" (gendarmerie mix - radio edit) — 3:20 2. "Eins, Zwei, Polizei" (gendarmerie mix) — 5:12 CD максі 1. "Eins, Zwei, Polizei" (radio mix) — 3:12 2. "Eins, Zwei, Polizei" (gendarmerie mix) — 5:12 3. "Eins, Zwei, Polizei" (club mix) — 5:05 4. "Eins, Zwei, Polizei" (Einstein Dr. DJ Konzept) — 4:05 5. "Eins, Zwei, Polizei" (akkappella) — 0:55 CD максі 1. "Einz, Zwei, Polizei" (gendarmerie mix) — 5:12 2. "Einz, Zwei, Polizei" (extended remix) — 7:25 3. "Einz, Zwei, Polizei" (polizei mix) — 5:25 7 "сингл 1. "Eins, Zwei, Polizei" gendarmerie mix) — 5:12 2. "Eins, Zwei, Polizei" (club mix) — 5:05 | 12 "максі 1. "Eins, Zwei, Polizei" (gendarmerie mix) 2. "Eins, Zwei, Polizei" (club mix) 3. "Eins, Zwei, Polizei" (Einstein Dr. DJ Konzept) 4. "Eins, Zwei, Polizei" (akkappella) CD maxi — ремікси 1. "Eins, Zwei, Polizei" (radio edit) — 3:25 2. "Eins, Zwei, Polizei" (extended remix) — 7:26 3. "Eins, Zwei, Polizei" (polizei mix) — 5:25 4. "Eins, Zwei, Polizei" (original radio mix) — 3:12 5. "Eins, zwei, Polizei" (gendarmerie mix) — 5:12 6. "Eins, zwei, Polizei" (Einstein Dr. DJ Konzept) — 4:05 12 "максі — ремікси 1. "Eins, Zwei, Polizei" (extended remix) — 7:26 2. "Eins, Zwei, Polizei" (polizei mix) — 5:25 3. "Eins, Zwei, Polizei" (radio edit) — 3:25 |

## Чарти та продажі
| Chart (1994)                         | Peak position |
| ------------------------------------ | ------------- |
| Austria (Ö3 Austria Top 40)          | 1             |
| Belgium (VRT Top 30 Flanders)        | 2             |
| Denmark (IFPI)                       | 2             |
| Europe (Eurochart Hot 100)           | 4             |
| Finland (Suomen virallinen lista)    | 3             |
| France (SNEP)                        | 8             |
| Germany (Media Control Charts)       | 1             |
| Italy (FIMI)                         | 1             |
| Нідерланди (Dutch Top 40)            | 2             |
| Нідерланди (Mega Single Top 100)     | 3             |
| Scotland (Official Charts Company)   | 76            |
| Spain (AFYVE)                        | 3             |
| Sweden (Sverigetopplistan)           | 9             |
| Switzerland (Schweizer Hitparade)    | 5             |
| UK Singles (Official Charts Company) | 81            |

| Chart (1994)                      | Position |
| --------------------------------- | -------- |
| Austria (Ö3 Austria Top 40)       | 6        |
| Belgium (Ultratop Flanders)       | 6        |
| Europe (Eurochart Hot 100)        | 20       |
| France (SNEP)                     | 23       |
| Germany (Official German Charts)  | 18       |
| Netherlands (Dutch Top 40)        | 30       |
| Netherlands (Single Top 100)      | 23       |
| Sweden (Sverigetopplistan)        | 62       |
| Switzerland (Schweizer Hitparade) | 13       |

| Регіон                                                                                          | Сертифікація | Продажі  |
| ----------------------------------------------------------------------------------------------- | ------------ | -------- |
| Австрія (IFPI Austria)                                                                          | Золотий      | 25 000*  |
| Німеччина (BVMI)                                                                                | Золотий      | 250 000^ |
| *продажі, що базуються лише на сертифікаціях ^відвантаження, що базуються лише на сертифікаціях |              |          |

## Список джерел
1. ↑   дже
2. ↑  Mo-Do - Eins Zwei Polizei (Official Video). YouTube. Архів оригіналу за 20 січня 2021. Процитовано 27 серпня 2020.
3. ↑  Спис
4. 1 2 3 4 5  "Eins, zwei, polizei", in various singles charts Lescharts.com (Retrieved December 6, 2008)
5. ↑  Belgian peak [Архівовано 2012-04-09 у Wayback Machine.]
6. ↑  Top 10 Denmark (PDF). Music & Media. Архів оригіналу (PDF) за 29 червня 2017. Процитовано 28 лютого 2018.
7. ↑  Eurochart Hot 100 (PDF). Music & Media. Процитовано 15 березня 2018.
8. ↑  Finnish peak for "Eins, Zwei, Polizei". Архів оригіналу за 26 грудня 2021. Процитовано 14 січня 2021.
9. ↑  Italian peak positions. Архів оригіналу за 24 липня 2005. Процитовано 14 січня 2021.
10. ↑  Dutchcharts.nl — {{{artist}}} — {{{song}}} (нід.). Mega Single Top 100. Hung Medien / hitparade.ch.
11. ↑  Official Scottish Singles Sales Chart Top 100 09 October 1994 - 15 October 1994. officialcharts.com. Архів оригіналу за 17 жовтня 2020. Процитовано 15 березня 2018.
12. ↑  Salaverri, Fernando (September 2005). Sólo éxitos: año a año, 1959–2002 (вид. 1st). Spain: Fundación Autor-SGAE. ISBN 84-8048-639-2.
13. ↑  MO-DO. officialcharts.com. Архів оригіналу за 18 жовтня 2020. Процитовано 15 березня 2018.
14. ↑  1994 Austrian Singles Chart (German) . Austriancharts. Архів оригіналу за 24 вересня 2010. Процитовано 14 квітня 2010.
15. ↑  jaaroverzichten 1994 (Dutch) . Ultratop. Архів оригіналу за 12 грудня 2013. Процитовано 7 грудня 2019.
16. ↑  1994 Year-End Sales Charts: Eurochart Hot 100 Singles (PDF). Music & Media. Архів оригіналу (PDF) за 10 листопада 2021. Процитовано 28 листопада 2019.
17. ↑  1994 French Singles Chart Disqueenfrance.com [Архівовано 20 серпня 2011 у Wayback Machine.] (Retrieved January 30, 2009)
18. ↑  Top 100 Singles – Jahrescharts 1994 (German) . GfK Entertainment. Архів оригіналу за 9 травня 2015. Процитовано 26 листопада 2019.
19. ↑  Single top 100 over 1994 (PDF) (Dutch) . Top40. Архів оригіналу (pdf) за 6 грудня 2011. Процитовано 17 квітня 2010.
20. ↑  JAAROVERZICHTEN - Single 1994 (Dutch) . dutchcharts.nl. Архів оригіналу за 18 квітня 2020. Процитовано 12 грудня 2019.
21. ↑  Årslista Singlar, 1994 (Swedish) . Sverigetopplistan. Архів оригіналу за 9 червня 2020. Процитовано 23 листопада 2019.
22. ↑  1994 Swiss Singles Chart (German) . Swisscharts. Архів оригіналу за 22 березня 2013. Процитовано 17 квітня 2010.
23. ↑  
Austrian  single  certifications – Mo-Do – Eins, Zwei, Polizei (Німецька) . IFPI Австрія.
24. ↑  
Gold-/Platin-Datenbank (Mo-Do; '1, 2, Polizei') (Німецька) . Bundesverband Musikindustrie.